# Simon Reichwein
Simon Reichwein von Montabaur (Rychwyn, Rychuinus, Riquinus) oder Dythemius (Ditemius) (* um 1501 in Montabaur; † 1559 in Trier) war ein deutscher Humanist, Arzt und Gelehrter.

## Leben

### Herkunft
Die Eltern von Simon Reichwein waren der Schöffe und Schultheiß von Montabaur Konrad (Cuno; Coene; Coeneman) Richwin (* vor 1480; † 1535) und seine Frau Guitgin (Jutta). Konrad (Coene) Richwyn (auch: Sipges Conrad) aus Westerburg ist ab 1506 als Schöffe und Stadtschultheiß im kurtrierischen Montabaur belegt. Er war ein Sohn von Sipgyn (Sipigen; Sypyin; Siebrecht) Richwin, Peter Webers Sohn, 1473 bis 1503 als Stadtschultheiß in Westerburg erwähnt, und seiner Frau Demut, die 1491 ein Drittel des Zehnten zu Montabaur und Dernbach erwarben.
Um eine Jahresrente in Höhe von 2½ Gulden, die Cuno Richwin und seine Frau 1510 vor den Montabaurer Schöffen dem Prior Andreas und dem Prämonstratenser-Kloster Arnstein versprochen hatten, führte das Kloster ab 1535 einen Rechtsstreit mit Simon Reichwein und seinen Brüdern.
Simons Bruder Johann Richwini hatte bis 1524 ein Kanonikat in Gemünden inne, auf das er zugunsten von Severus Richwini († nach 1534) verzichtete. Simon und Jan (Johann) „Ditemius“ (Reichwein) wurden um 1524 zusammen Lehrer in Diest. Den Humanistennamen Ditemius oder Dythemius haben die beiden Brüder vermutlich nach dem griechischen Wort δίδυμος dídymos für „Zwilling“ angenommen.
Ein weiterer, wohl älterer Sohn des Montabaurer Schultheißen wird 1511 ohne Namensnennung als Kanoniker in Gemünden und Kaplan des Erzbischofs von Trier erwähnt. Simons Schwester Demut (* um 1505/10; † nach 1590) von „Mont Thabur“ wurde als Kind 1517 von der Meisterin Anna von Heppenheft (Heppsen) († 1528) „zo einer chore geweyelter Schwester“ in das Prämonstratenserinnen-Kloster Beselich aufgenommen; im Aufnahmeprotokoll werden weitere Töchter des „Cuno Rychwin“ erwähnt. Demut Reichwein wurde später Priorin und 1587 Verweserin (zusammen mit Ida Wied) bzw. letzte Äbtissin (Vorsteherin) des Klosters. Susanna Reichwin († nach 1569) von Montabaur („von Mundbaurn“), eine Schwester oder Kusine Simons, war mit dem Arzt Johann Dryander verheiratet.
Der Vater der Geschwister Reichwein, Schultheiß Conrat Richwin zu Montabaur, war 1535 in einer weiteren Ehe mit Anna NN. verheiratet.  Konrad Richwins Bruder Peter Richwin († 1538), Sohn des Schultheißen von Westerburg, war seit 1498 Propst von St. Severus in Gemünden, ihre Schwester Irmina (Emel) war mit Henne von Winden († zwischen 1495 und 1504) verheiratet. Ein weiterer Verwandter, Johann (Henne) Rychwyn, hatte zwischen 1491 und 1507 die Akzise in Montabaur gepachtet und war dort 1485, 1490 Schöffe und 1498 Bürgermeister. Meister Reynardus Rijchwijn (Magister Reinhard Richwin) de Westerborch immatrikulierte sich 1507 in Köln, erhielt 1511 den Altar der St. Antoniuskapelle zu Neustadt, 1524–1533 als Pfarrer der Margarethenkirche bei Seelbach erwähnt, Lehrer der Arnsteiner Klosterschule, war bis 1540 Pfarrer in Kirchähr, 1545–1549 Kanoniker in Gemünden.

### Studium und Tätigkeit als Präzeptor
1518 immatrikuliert sich „Sijm[on] Rijchwijn al[ias] Dythemius de Montebuer“ an der Artistenfakultät der Universität Köln und studierte dort bis etwa 1522/23. Reichwein gehörte der Montana-Burse unter dem humanistisch interessierten Quirin op dem Veld von Willich († 1537) an. Beatus Rhenanus (1485–1547) prophezeite ihm, er werde einst Ludimagister (Lehrer) sein. 1520 legte er zusammen mit Heinrich Bullinger (1504–1575) und Gerardus Bucoldianus († nach 1542) als „Symon Montebuir“ unter Arnold Haldrein (1484–1534) das Baccalaureats-Examen ab; wegen Armut hatte er nur die halbe Gebühr zu entrichten. Ab 1522 war Reichwein Magister und – gegen den Wunsch seines Vaters, der ihn schon damals an den Trierer Hof binden wollte – Präzeptor der jungen Grafen Anton von Isenburg († 1531) und Salentin von Isenburg († 1544), der Söhne von Graf Salentin VI. von Isenburg-Neumagen-Grenzau (1492–1534) und Elisabeth von Hunolstein-Neumagen (* um 1476; † um 1536), die zuvor von Johannes Caesarius unterrichtet worden waren.

### Diest und Löwen
1523 oder eher 1524 wurde Reichwein, der sich zu dieser Zeit mit seinen Schülern in Köln aufhielt, für ein Gehalt von 100 Philippstalern jährlich zum Rektor des neugegründeten Collegium Humanitatis in Diest berufen.
Der Unterricht sollte sich laut Dienstvertrag am humanistischen Lehrplan der Schulen von ’s-Hertogenbosch oder Lüttich orientieren, die von Brüdern vom gemeinsamen Leben geführt wurden. Simon trat das Amt am 1. September an, sein Bruder Johann, der mit ihm als Lehrer nach Diest kam, bereits am 1. Juli. Diese Stelle versah Simon Reichwin fast drei Jahre, zog anschließend „angeekelt von Gemeinheiten (pertesus sordium)“ nach Löwen und immatrikuliert sich dort 1527 am Collegium Trium Linguarum Lovaniense („Drei-Sprachen-Kolleg“ zu Löwen), das 1517 auf Anregung von Erasmus von Rotterdam (1465/69–1536) gegründet worden war. Er begegnete hier den Humanisten Konrad Goclenius (1455–1538), Rutger Rescius (1497–1545) und Johannes Campensis († 1538). Janus Cornarius (* um 1500; † 1558) hielt sich einige Jahre bei Reichwein in Löwen auf, bis er sich mit dessen Frau zerstritt. 1528 berichtete „Simon Rychuinus“ Erasmus, den er offenbar zuvor schon einmal in Basel besucht hatte, brieflich von den Auseinandersetzungen, die ein gewisser „Mann aus Gent (quidam Gandauus)“ – vermutlich Joachim Maartens († nach 1540) – mit dem Pariser Theologen Noël Béda (1470–1537) geführt hat. 1529 wird Reichwein in Löwen als „Dr. med.“ erwähnt, 1545 gilt er als „Dr. art. lib.“ (= Artium liberalium Doctor; „der liebertzinen“). Erasmus hielt die jungen Ärzte „Simon Ricuinus, den … mustergültiges Betragen und geistige Gewandtheit (summa morum ingeniique dexteritas)“ auszeichneten, oder Joachim Maartens in Gent, der „Talent, eine gewisse Genauigkeit und Ausdrucksfähigkeit (ingenium, exactum quiddam & excusum)“ erkennen ließ, für geeignet, die von Georgius Agricola ersehnte erneuerte Heilkunde-Lehre (res medicina restituenda) aus Kenntnis der antiken Autoritäten und Anschauung der mineralischen Stoffe zu verfassen.

### Leibarzt am Düsseldorfer Hof
Als 1529 in Antwerpen eine Epidemie des sogenannten „Englischen Schweiß“ ausgebrochen war und sich verbreitete, trug Reichwein zu der medizinischen Untersuchung De novo hactenvsque Germaniae inavdito morbo ἱδροπυρετοῦ (= Über die neue und bisher in Deutschland unbekannte Krankheit des ‚Schweißfiebers‘), des Grafen Hermanns von Neuenahr (1492–1530) bei. Reichwein demonstrierte in seiner Abhandlung die Kenntnis der neueren medizinischen Fachgelehrten Niccolò Leoniceno und Giovanni Manardo an der Universität Ferrara. Ein Exemplar des Buches schenkte er Erasmus. Reichwein war jetzt Leibarzt von Herzog Johann von Jülich-Kleve-Berg (1490–1539) und lebte in Benrath. Er grüßte Erasmus vom „unserem“ jülich-bergischen Kanzler (cancellarius noster) Johann Ghogreve († 1554) und von Rat Konrad Heresbach (1496–1576), dem Erzieher des Prinzen Wilhelm V. (1516–1692). Er hielt sich häufig in Köln auf, war aber nicht, wie gelegentlich vermutet wurde, Angehöriger des Kurkölner Hofes. Kontakte hatte Reichwein auch zu den niederrheinischen Humanisten Johann von Vlatten (1498–1562) und Petrus Medmann (1507–1584). Medmann nahm 1530 einen Brief Reichweins an Erasmus auf einer Reise von Köln bis Straßburg mit sich.
Erasmus verwahrte sich 1531 in einem Brief nach Straßburg gegen das Gerücht, er habe einen Brief an „Vulturius (= Geier)“, gemeint ist Gerhard Geldenhauer (er wurde später Schwiegervater eines Sohnes von Johann Dryander und Susanna „Reichwin von Mundbaurn“), heimlich vorab an den Arzt Simon Reichwein gesandt, damit dieser die Veröffentlichung in Köln veranlasse, bevor das Schreiben seinen Empfänger erreichen konnte. Es ging dabei um die Epistola contra pseudevangelicos, die Erasmus um die Jahreswende 1529/30 in Freiburg herausgegeben hatte und die bald in Köln nachgedruckt worden war. Auch Geldenhauer veranlasste – wahrscheinlich in Straßburg – 1530 einen unautorisierten Nachdruck der Epistola.

### Stadt- und Leibarzt in Trier und Koblenz
Seit 1532/33 war Reichwein Stadtarzt in Trier. 1533 behandelte er den Abt Robert von Monreal († 1539) der Reichsabtei Echternach und verfasste Gesundheitsregeln (ein Regimen sanitatis) für ihn. In dem Schreiben erwähnte Reichwein den Arzt Lorenz Fries, der dem Abt schon früher ein Rezept geschickt hatte, und „Conradt apotecker“. Im selben Jahr kaufte er das Haus Zum Horn in der Brückergasse. Der Theologieprofessor Ambrosius Pelargus, OP (um 1493/94–1561) freundete sich nach seiner Berufung nach Trier 1534 mit ihm an. Reichwein folgte Johann Dryander, der 1535 an die Universität Marburg berufen wurde, in der Funktion als Leibarzt des Trierer Erzbischofs Johann III. von Metzenhausen (1492–1540; reg. 1531) in Trier und Koblenz nach.
1537 soll „Doktor Simon Richwin“ auch Markvogt zu Diekirch gewesen sein; es dürfte sich jedoch dabei um Johann Reichwein gehandelt haben, der in einem Weistum von Erpeldingen und Marienthal (1585) als ehemaliger Markvogt von „Dieckirchen“ erwähnt wird. Vielleicht handelte es sich bei „Margvogt Johann Richwin“ († nach 1546) um Simons Bruder. In einem Rechtsstreit des Abtes Laurenz Bach († 1545) und des Konvents des Klosters Arnstein gegen die Gebrüder Reichwein zu Montabaur wegen einer dem Kloster zustehende Rente von jährlich 2½ Gulden aus einem jüngst abgebrannten Hause zu Montabaur und eine von dem Kloster beanspruchte zweite Rente von jährlich 2 Gulden erließ der Jurist Peter von Eschbach (Espach) 1537 namens des Kurfürsten von Trier einen Schiedsspruch.
Medicus Simon Reichwein von Montabaur nahm im Oktober 1538 im Gefolge Erzbischofs Johann III. von Metzenhausen am Rheinischen Kurfürstentag in Mainz teil. Im Juli 1540 begleitete Reichwein Erzbischof Johann III. auf dessen Reise zum Hagenauer Religionsgespräch und behandelte ihn nach einem auf den Hinweg in der Sommerhitze erlittenen Schlaganfall auf Burg Thannstein im Elsass; Johann III. verstarb dort einen Tag später.
1542/43 kauften „Simon Rechwin“, Doktor der Medizin, und seine Frau Margarethe Kebisch für 213 ½ Radergulden von Thies Simons und dessen Frau Anna Weingärten in Trittenheim und Leiwen. Als „Dr. med. Symon Richwin aus Montabaur“ gewährte er 1545 dem Grafen Diedrich IV. von Manderscheid-Schleiden (1481–1551) ein Darlehen. 1550 verpachtete er einen Weinberg „in Coblenzer maerken der Reinawen“ (vgl. heute Straßenname Rheinau).
1547/48 und 1550/51 begleitete Reichwein den reformfreudigen Trierer Kurfürsten und Erzbischof Johann V. von Isenburg-Grenzau (1507–1556; reg. 1547) als Leibarzt zu Reichstagen in Augsburg. 1553 wurde er nach Art. 33 der Reichs-Polizeiordnung von 1548 mit der Durchführung der ersten kurtrierische Apotheken-Visitation beauftragt. Erzbischof Johann V. verbrachte seine letzten Lebensjahre nach einem Schlaganfall im Jahre 1553 auf Schloss Montabaur. Vermutlich diente Reichwein auch dem nächsten Erzbischof, Johann VI. von der Leyen (um 1510–1567).
Mit Justinus Gobler († 1567), Christoph Eschenfelder († 1547), Ambrosius Pelargus, Schultheiß Otto von Lengenfeld (* 1489); † 1562/63), „Leibapotheker“ Cornelius Rasener d. Ä. (1474–1543), dem Arzt Konrad Nieder (1496–1562) und anderen gehört Reichwein zum kurtrierischer Humanistenzirkel um Koblenz. Bereits der Großvater seiner Frau Georg Kebisch († 1516) besaß Lehnshäuser des Trierer Erzbischofs in der Koblenzer Burggasse und wohnte dort im Virneburgischen Haus. Auch Reichweins Schwiegervater Ludolf Kebisch († 1519) lebte hauptsächlich in Koblenz.

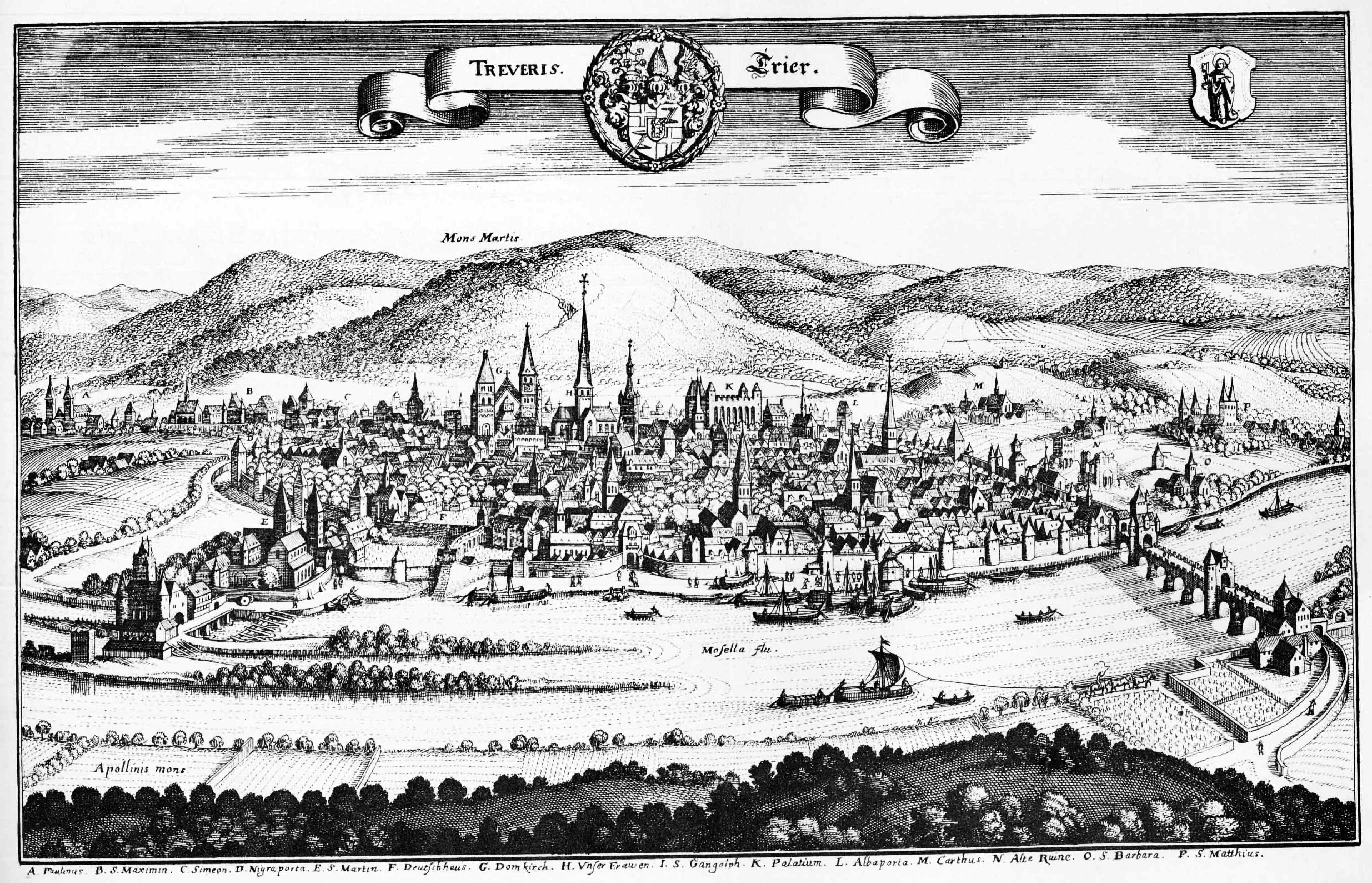
Stich von Matthäus Merian von 1646, weitgehend Zustand von ca. 1548 nach einer Zeichnung von Simon Reichwein

Reichwein führte einen umfangreichen Briefwechsel, besonders mit Erasmus von Rotterdam und Sebastian Münster (1489–1552). In seiner Trierer Zeit war er Mitarbeiter an der „Cosmographia“ Münsters, den er auf dem Reichstag zu Augsburg 1547/48 persönlich kennengelernt hatte. Die Beschreibung der Eifel und die Eifelkarte von 1550 werden Reichwein ebenso zugeschrieben wie die Beschreibungen von Trier und Koblenz. Die nach Zeichnungen Reichweins von 1548 erstellte Stadtansicht Triers wurde erstmals 1550 gedruckt. Matthäus Merian (1593–1650) kopierte sie, und sie bestimmte 250 Jahre lang die Gesamtansicht von Trier. Auch ein mit der Jahreszahl 1548 gekennzeichnetes Bild (pictura) der Stadtansicht von Köln wurde Münster von seinem Freund (amicus) „Simon Richwinus“ zugesandt.
Reichwein starb als vermögender Mann und hinterließ die Häuser Zum Kessel, Zum Horn und das Rote Haus in der Trierer Brückergasse (heute Brückenstrasse gegenüber der Jüdemerstraße), mit denen er 1532 von Erzbischof Johann III., 1542 von Erzbischof Johann IV. Ludwig von Hagen (1492–1547; reg. 1540) und noch einmal 1557 als Nachfolger seiner verstorbenen Frau Margarete Kebisch von Erzbischof Johann VI. belehnt wurde. Die beiden an das Rothaus anstoßenden Häuser hatte Doktor Symon Reichwein von Monthabaur gekauft und dem Hochstift als Mann- und Weiberlehen aufgetragen.

## Familie
Reichwein war schon 1528 in Löwen verheiratet gewesen. 1532 ließ er in Trier das Rote Haus seiner Ehefrau Margarethe Kebisch († zwischen 1542 und 1550), einer Enkelin des Trierer Kanzleisekretärs Georg Kebisch († 1516), umbauen. Margarethe Kebisch, die keine überlebenden Kinder hatte, war eine Tochter von Ludolf Kebisch († 1519) aus Trier und Koblenz. Severa von Ufflingen († nach 1545), seit 1539 verheiratet mit dem Apotheker Ambrosius Fuchs (* 1517; † um 1571) von Straßburg, war ihre Nichte. Margarethe Tenemin, geborene Ufflingen, ebenfalls eine nahe Verwandte starb um 1538 in Metz. Wahrscheinlich stammte die Mutter von Margarethe Kebisch oder einer ihrer Onkel aus der Kurtrierer Ministerialenfamilie von Uffingen (Uffling; Öfflingen; Amtleute (Keller) u. a. belegt in Münstermaifeld und Wittlich). Der Trierer Bürgermeister Peter von Uffingen († 1525) war Vormund der noch unmündigen Tochter Margarete des † Ludolf Kebisch gewesen.
Nach dem Reichstag 1550/51 heiratete Reichwein am 21. Mai oder 3. Juni 1551 in Augsburg in zweiter oder dritter Ehe die Patrizierin Barbara Walter (* um 1520/23; † 1587), Tochter von Handelsherr Lukas Walther (* um 1463; † 1523) und (⚭ 1503) Apollonia Mielich (* um 1475; † 1550). Die protestantische Familie Walther stammte ursprünglich aus Donauwörth und wurde 1538 ins Augsburger Patriziat aufgenommen. Schwäger Reichweins in Augsburg waren Balthasar Eggenberger (1503–1569), verheiratet mit Maria Walter (* um 1504; † 1583), Bürgermeister Conrad II. Mair (* um 1505; † 1565), verheiratet mit Eufrosina Walter (* um 1504; † 1572), Marx Walther (1509–1576), Hans Jakob Truchsess, verheiratet mit Apollonia Walter, Ambrosius Rentz (* um 1515; † 1565), verheiratet mit Regina Walter (* um 1519; † 1578), und Apotheker, Bürgermeister und Scheinpfleger Matthäus Schellenberger (* um 1518; † 1560), verheiratet mit Felicitas Walter (* um 1520; † 1607). Seine Schwägerin Maria Walther, verheiratete Eggenberger, trug sich 1570 in Augsburg in das Stammbuch ihres Neffens Johann Franz Reichwein ein. Der bambergische und fuggerische Rat und spätere Reichshofrat (von 1593 bis 1610) Paul Gartzweiler († 1612) zu Westerhofen war seit 1582 mit Leonora Mair (* um 1537) verheiratet, einer Nichte von Reichweins Ehefrau Barbara Walther.
Barbara Walterin heiratete nach Reichweins Tod den Trierer Stadtschultheiß Dietrich Flade (1534–1589), der 1589 als angeblicher „Hexenmeister“ hingerichtet wurde. Sie hatte mit ihm den Sohn Johann Franz Jakob Flade (* 1560/65; † 1587/89), 1582 immatrikuliert in Ingolstadt, danach aus Frankreich kommend 1583 in Padua („Franciscus Iacobus de Flade … ex Gallia veniens“), der sich nach seinem Studienaufenthalt in Italien um 1586 in Landshut in das Stammbuch seines Halbbruders Johann Franz Reichwein eintrug.
Simon Reichweins Kinder, alle aus der Ehe mit Barbara Walter, waren:
1. Margaretha (* um 1552; † nach 1597), verheiratet vor 1576 mit Maximin Pergener II. († 1620)[112] „von Andernach“,[113] der vermutlich promovierter Jurist war, um 1578/79 als Schöffe das Trierer Bürgerrecht erhielt, zwischen 1589 und 1619 achtmal Bürgermeister von Trier war und 1589 am Hexerprozess gegen Flade mitwirkte. Er gehörte 1613 zu den reichsten Bürgern Triers, besaß die Häuser Zum goldenen Ring und Montzhof und heiratete in zweiter Ehe Maria Ziegelein († nach 1624). Kinder aus der Ehe mit Margaretha Reichwein waren:
  1. Elisabeth Pergener (* 1578),
  2. Maximin Pergener III. († nach 1632), 1619 gräflich manderscheid-kaylischer Amtmann in Neuerburg, klagte 1627 Maria Lanker († 1632) aus Neuerburg als Hexe an,[114] Vorfahr von Otto (Matthias) de Pergener († 1725/27), 1701–1725 Herr von Neuerburg,
  3. Otto Pergener (* 1583; † nach 1624),[115] Dr. jur. utr., war kurfürstlicher Schöffe am Trierer Hochgericht und 1622 Dekan der juristischen Fakultät, heiratete vor 1614 Anna Bidbourg († nach 1616),
  4. Margaretha (* 1585) oder
  5. Anna Barbara Pergener († nach 1634), verheiratet (dessen ⚭ III.) 1633 mit dem Amtsmeister der Schneiderzunft Franz Paccius (Pax; Fass) († 1633;[115]
er ⚭ I. vor 1605 Margaretha Dierdorf (* um 1557; † nach 1609), Tochter des kurfürstlichen Palast-Kellers, Generaleinnehmers und Hochgerichts-Schöffen Georg Dierdorf († nach 1614) – Margaretha Dierdorf brachte das 1597 durch ihren Vater erworbene Rote Haus in die Ehe ein –; ⚭ II. nach 1609 Elisabeth Bellua († nach 1629), Tochter des Amtmannes von Dollendorf Heinrich von Belva († um 1602)[116][117]). Franz Paccius war 1624 Besitzer des Hauses Zum Horn und des damit vereinigten Roten Haus und mit fast 13.000 Gulden Vermögen der viertreichste Trierer Bürger,[115] Führer der Opposition gegen Kurfürst Philipp Christoph von Sötern, im Februar 1628 auf dem Landrechnungstag in Wittlich verhaftet, im Juni 1628 freigelassen, 1629 einer der beiden als Rebellen verurteilten Bürgermeister von Trier, wahrscheinlich nach Luxemburg emigriert,[115]
2. Johann Franz Reichwein von Montabaur (Montepaur) zu Grafing (* um 1552/55; † 1596), sein Stammbuch mit Einträgen zwischen 1569 und 1595 aus Augsburg, Besançon, Bologna, Cremona, Dole, Florenz, Fossombrone, Mainz, Neapel, Orléans, Padua, Paris, Perugia, Rom, Siena, Speyer und Venedig ist erhalten,[118] er selbst war Stammbucheinträger 1572 in Orléans („Joes Franciscus Reichwein“) für Jakob von Bronckhorst (1553–1582)[119] und 1573 in Padua[120] für Karel van Arnhem (1531–1621),[121][122] 1574 immatrikuliert in Siena, gewährte Herzog Wilhelm V. von Bayern 1582 ein Darlehen von 4500 Gulden,[123] Regimentsrat und 1588 Oberrichter zu Landshut,[111] 1589 bis 1596 fürstlich bayerischer Rentmeister in Burghausen; die Wappen von Johann Franz Reichwein von Montpaur und Dorothea Brußerin (Peißer)[124] mit der Jahreszahl 1593 befanden sich in einem Fenster des Franziskaner-Klosters in Landshut,[125] Grabstein an der Pfarrkirche St. Jakob zu Burghausen.[126]
Johann Franz Reichwein heiratete 1582 Scholastika von Elsenheim[127] († 1633; sie testierte 1618,[128] begraben in der Klosterkirche Sankt Peter und Paul der Franziskaner in Landshut,[125] 1808 abgebrochen), die 2000 Gulden Mitgift von ihrem Vater Christoph von Elsenheim (* um 1520; † um 1589/90) erhielt, einem bayerischen Hofrat, Pfleger von Traunstein und 1574 Hofkanzler. Max Fugger, Freiherr zu Kirchberg und Weißenhorn, Pfleger zu Landsberg, war ein Schwager von Johann Franz Reichwein, der auch mit Hans Fugger (1531–1598) korrespondierte.[120]
Johann Franz Reichwein von Monthabaur, fürstlich bayerischer Rat, wurde 1590 von Erzbischof Johann VII. von Schönenberg mit dem Rothaus und zwei anstoßenden Häusern in der Trierer Brückengasse belehnt,[84] 1597 verkaufte Maximin Pergener im Auftrag der Witwe seines verstorbenen Schwagers Johann Franz Reichwein von Montabaur, des Sohnes von Simon Reichwein von Montabaur, und der sieben unmündigen Kinder das Rote Haus an Georg Dierdorf.[129] Johann Franz Reichweins Nachkommen vermachten dem Elisabethinnen-Kloster Azlburg in Straubing den Schuldbrief Herzog Wilhelms V.[123] Seine Kinder waren:
  1. Georg Philipp Reichwein (* vor 1597; † nach 1613 oder 1637), vor 1613 Eintritt in den Jesuitenorden,[130] vielleicht identisch mit Pater „Philipp Reichwein SJ“ (1592–1637), der 1632 u. ö. als Professor für Logik an der Universität Freiburg belegt ist,
  2. Maria Jacobe Reichwein von Montepaur (* vor 1597; † 1648 in Grafing),[131] heiratete um 1613 ihrem „Vetter“[130] Freiherr Ludwig Finsinger gen. Widerspacher († um 1664) zu Grabenstätt und Prantseck; er erhielt 1613 die Hofmark Grafing,[132] begraben in der Pfarrkirche St. Maximilian, Wappen „Reichwein“ auf dem von Widerspacher gestifteten Choraltar in der St. Johanniskirche Grabenstätt,
  3. Anna Barbara Reichwein (* vor 1595; † nach 1613),[130] heiratete 1611 Johann Sebastian Renz (⚭ I. Sidonia Pettenpeck († vor 1611)),[128] aus einer Ulmer, mit der Familie Walter versippten Patrizierfamilie, Sohn von Pfleger Johann Sebastian Renz und Sidonia von Gepeckh (Geböck), Enkel von Landrichter Hieronymus Renz († 1588), 1611 bis 1628 Landrichter der Grafschaft Haag,[133]
  4. Scholastika Reichweinin (* vor 1597; † nach 1615) war eine verheiratete von Raindorf, erwähnt im Nekrolog des Zisterzienserinnen-Klosters Seligenthal in Landshut,[134]
  5. Mechtildta (Mathilde) Reichweinin (* vor 1597; † nach 1632), Klosterfrau im Kloster Seligenthal.[135]
  6. Eleonora Reichweinin (* vor 1597; † 1657), von 1645 bis zu ihrem Tod Priorissa des Augustinerinnen-Klosters Niederviehbach bei Landshut,
  7. Kunigunde Reichweinin (* vor 1597; † nach 1664), 1614 Profess im Pütrich-Kloster St. Christophorus der Franziskaner-Tertiarinnen in München, 1634 Schaffnerin, 1664 goldene Profess, Malerin, von ihr signierte Bilder sind erhalten,[136]
3. (vermutlich Schreibfehler) Johann Friedrich Reichwein (* um 1558?;[137] † nach 1573?), 1573 immatrikuliert in Padua als „Ioannes Fridericus Reichwein Treverensis“,[138] sonst nicht belegt, vermutlich Schreibfehler für „Joannes Franciscus“ (Nr. 2), der sich zeitgleich in Padua befand.[122]

Johann Michael von Reichwein (* um 1645/50; † 1728) aus Pressath, Liz. jur. utr., ab 1676 Pflegsverwalter in Wolfratshausen, 1680 Hofkammerrat und Pflegskommissär von Wolfratshausen, 1690 Adelsbestätigung, verheiratet mit Maria Susanna von Mayrau (1643–1706), war 1715 bis 1728 einer der Nachfolger von Johann Franz Reichwein als fürstlich bayerischer Rentmeister in Burghausen. Sehr ähnliche Wappenzeichnungen legen nahe, dass er aus einer „illegitimen“ Nachkommenlinie stammen könnte. Aus Pressath stammte auch der Regensburger Domkapellmeister und Komponist Johann Georg Reichwein (* um 1650; † 1691), 1667/68 Schüler am Jesuitengymnasium St. Paul in Regensburg. Johann Konrad Reichwein († 1684) aus Pressath, Sohn eines Gerbers, 1653, 1662 Schüler am Jesuitengymnasium Amberg, 1667 am Jesuitengymnasium Dillingen, Dr. jur. utr., erhielt 1676 ein Kanonikat in Regensburg.

## Wappen

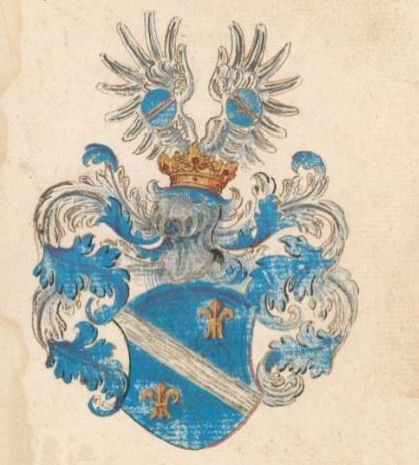
Wappen des Johann Franz Reichwein von Montabaur, 1573

Blasonierung: In Blau ein silberner Schrägbalken, begleitet von zwei goldenen Lilien. Das von den Reichwein zu Montabaur geführte Wappen ist in der St. Johanniskirche Grabenstätt abgebildet (s. o.) und befindet sich auch unter den Ahnenwappen des Caspar Dryander (1538–1612), eines Sohnes der Susanna Reichwin von Montabaur, in der Evangelischen Stiftskirche St. Goar.

## Würdigung
- Simon-Reichwein-Plakette der Bezirksärztekammer Trier.
- Simon-Reichwein-Straße seit 2012 in Trier-Filsch.

## Werke
- Mitarbeit in Hermann von Neuenahr: De novo hactenvsque Germaniae inavdito morbo ἱδροπυρετοῦ, hoc est sudatoria febri, quem uulgo sudorem Britannicum uocant. Generosi Hermanni à Nuenare comitis, Præpositi Colonien[sis] Simonisque Riquini Medicæ rei expertissimi iudicium doctissimum, duabus epistolis contentum, Widmungsgedicht von Petrus Pherndorphius, Soter, Köln 1529 (Digitalisat der Bayerischen Staatsbibliothek München)
- Briefe an Erasmus von Rotterdam vom 1. Januar 1530 vom jülich-klevischen Hof[145] und vom 29. März 1530 aus Köln. In: Johann Friedrich Burscher (Hrsg.): Spicilegium XVII autographorum illustrantium rationem quae intercessit Erasmo cum aulis etc. Klaubarth, Leipzig 1792, S. III–VIII (3–8) (Google-Books) = Percy Stafford Allen (Hrsg.): Opus epistolarum Des. Erasmi Roterodami, Bd. VIII 1529–1530. University Press, Oxford 1934, Ep. 2246, S. 312f, und Ep. 2298, S. 399f (Digitalisat und Digitalisat im Internet Archive)
- Regimen sanitatis ad abbatem Robertum de Monreal (deutsch und lateinisch) vom 3. August 1533 (Bibliotheque Nationale de Luxembourg, Hs. A-XXIX-1202 (A-XXIX-19b)(Liber 5) Missivenbuch des Ruprecht von Monreal, Blätter 232, 117–121); die Instructio domini Symonis Rychwin, medicine doctoris pro domino, anno 1533 ist abgedruckt in: Ernest Wickersheimer: Deux régimes de santé: Laurent Fries et Simon Reichwein à Robert de Monreal, abbé d'Echternach de 1506 à 1539. In: Hémecht. Zeitschrift für Luxemburger Geschichte. Revue d'histoire luxembourgeoise. 10/1 (1957), S. 59–71, bes. S. 69–71  (Digitalisat der Bibliothèque nationale du Luxembourg)
- Mitarbeit in Sebastian Münster: Cosmographia. 2. Auflage. Heinrich Petri, Basel 1550 und spätere Auflagen